# Yovalastoc
Yovalastoc är en ort i Mexiko.   Den ligger i kommunen San Sebastián Tlacotepec och delstaten Puebla, i den sydöstra delen av landet, 270 km sydost om huvudstaden Mexico City. Yovalastoc ligger 1 237 meter över havet och antalet invånare är 191.
Terrängen runt Yovalastoc är huvudsakligen bergig, men österut är den kuperad. Terrängen runt Yovalastoc sluttar österut. Runt Yovalastoc är det ganska tätbefolkat, med 120 invånare per kvadratkilometer. Närmaste större samhälle är Huautla de Jiménez, 14,2 km söder om Yovalastoc. I omgivningarna runt Yovalastoc växer i huvudsak städsegrön lövskog.